# Albert Fogg
Albert  Fogg (Bolton, 1897. március 13. – 1942. december 23.) angol labdarúgó,  ökölvívó, nemzetközi labdarúgó-játékvezető, csapat menedzser és rendezvényszervező. Neve becéző jelzővel Albert Edward Bert Fogg. Polgári foglalkozása meteorológus.

## Pályafutása

### Nemzeti játékvezetés
Játékvezetésből Manchesterben vizsgázott. Vizsgáját követően a Greater Manchester Labdarúgó-szövetsége által üzemeltetett labdarúgó bajnokságokban kezdte sportszolgálatát. Az Angol Labdarúgó-szövetség Játékvezető Bizottságának (JB) minősítésével 1922-től az Premier League játékvezetője. Küldési gyakorlat szerint rendszeres partbírói szolgálatot is végzett. A nemzeti játékvezetéstől 1942-ben halálával búcsúzott. Premier League mérkőzéseinek száma: 117.
FA-kupa
| Időpont           | Helyszín                | Mérkőzés típusa | Mérkőzés                                       | Eredmény | Nézők száma |
| ----------------- | ----------------------- | --------------- | ---------------------------------------------- | -------- | ----------- |
| 1935. április 27. | Wembley Stadion, London | döntő           | Sheffield Wednesday FC–West Bromwich Albion FC | 4 – 2    | 93 204      |

### Nemzetközi játékvezetés
Az Angol labdarúgó-szövetség JB terjesztette fel nemzetközi játékvezetőnek, a Nemzetközi Labdarúgó-szövetség (FIFA) 1922-től tartotta nyilván bírói keretében. 15 országban 32 nemzetek közötti válogatott, valamint klubmérkőzést vezetett, vagy működő társának partbíróként segített. Az aktív nemzetközi játékvezetéstől 1942-ben búcsúzott. Nemzetközi mérkőzéseinek száma 32. Válogatott mérkőzéseinek száma: 15.

#### Brit Bajnokság
1882-ben az Egyesült Királyság brit tagállamainak négy szövetség úgy döntött, hogy létrehoznak egy évente megrendezésre kerülő bajnokságot egymás között. Az utolsó bajnoki idényt 1983-ban tartották.
| Időpont           | Helyszín                    | Mérkőzés típusa | Mérkőzés              | Eredmény |
| ----------------- | --------------------------- | --------------- | --------------------- | -------- |
| 1927. február 28. | Racecourse Stadion, Wrexham | csoportmérkőzés | Wales–Anglia          | 3 – 3    |
| 1929. február 23. | Windsor Park, Belfast       | csoportmérkőzés | Észak-Írország–Skócia | 3 – 7    |

Közép-európai kupa
| Időpont              | Helyszín               | Mérkőzés típusa        | Mérkőzés                        | Eredmény | Nézők száma |
| -------------------- | ---------------------- | ---------------------- | ------------------------------- | -------- | ----------- |
| 1935. szeptember 15. | Masaryk Stadion, Prága | döntő második mérkőzés | AC Sparta Praha–Ferencvárosi TC | 3 – 0    | 56 000      |